# Гарріет (фільм)
«Гаррієт» (англ. Harriet) — американський біографічний фільм про пропагандистську діяльність Гаррієт Табмен, випущений у 2019 році.
Над біографією Гаррієт Табмен працювали протягом багатьох років з кількома актрисами, серед яких Віола Девіс, по чутках. Еріво відібрано у лютому 2017 року, а значна частина акторів та екіпаж приєдналися до знімальної групи вже наступного року. Зйомки фільму проходили у Вірджинії з жовтня по грудень 2018 року.
Гаррієт мала свою світову прем'єру на Міжнародному кінофестивалі в Торонто 10 вересня 2019 року, а театралізовано випущена в США 1 листопада 2019 року компанією Focus Features. Фільм отримав загалом сприятливі відгуки критиків, які похвалили виступ Еріво та визнали фільм щирим, але формульним. За свою роль у фільмі Еріво отримала номінації на премії «Оскар», «Золотий глобус» та «Гільдія акторів екрана». А за написання пісні «Stand up» Еріво та Джошуа Браян Кемпбелл отримали номінації на «Оскар» та "Золотий глобус".

## Сюжет
У 1840-х роках Меріленд, рабовласницький штат, Арамінта «Монетний двір». Росс щойно одружена з вільновідпущеною особою, Джон Табмен, але все-таки невільниця на фермі Бродсес, разом з матір'ю та сестрою. Дві інші сестри були продані іншому власникові рабів на Півдні. Її батько, також вільновідпущений, підходить до містера Бродсеса щодо її свободи, оскільки власний прадід Бродсеса погодився звільнити матір Мінті, Гаррієт «Ріт» Росс, та її сім'ю, коли їй виповнилося 45 років. Хоча Ріт зараз 57, пан Бродсес наполягає, що вони завжди будуть рабами, і рве лист від найнятого Джона. Дорослий син Бродсеса Гедеон знущається з Мінті за молитву, щоб Бог взяв містера Бродсеса, кажучи, що Бог не дбає про молитви рабів. Містер Бродсес помирає незабаром після цього, насторожуючи Гедеона, який вирішує продати Мінті як покарання. Мінті терпить «знущання» з моменту, як її вдарили по голові.
Мінті каже Джону залишатися осторонь, оскільки він втратить власну свободу, якщо його спіймають, рятуючого дівчину, але планує зустрітися з ним пізніше. Гедеон переслідує її до мосту через річку, де він обіцяє не продавати її, але вона все одно стрибає, кажучи, що буде жити вільно або помре. Мінті вважається потопленою, але успішно переїжджає до Філадельфії через Підземну залізницю, що допомагає Квакерам та іншим втікачам. У Філадельфії вона знайомиться з Марі Бучанон, модною дочкою звільненого раба, яка народилася вільною і тепер є власником пансіонату, та Вільямом Стіллом- він ануліціоніст і письменник. Вільям спонукає її прийняти нове вільне ім'я, і вона називає себе Гаррієт, на честь своєї матері. Через кілька місяців у Філадельфії, попри поради Марі та Вільяма, Гаррієт вирішує повернутися до Джона. Вона успішно потрапляє до садиби Джона, де дізнається, що він одружився, вважаючи, що вона померла, і чекає на дитину з новою дружиною.
Знищена, Гаррієт вирішує звільнити сім'ю, але її сестра відмовляється залишити двох своїх дітей. Гаррієт продовжує повертатися, ведучи десятки рабів до свободи як провідник на Підземній залізниці, і починає рости міф про людину, яку називають Мойсеєм. Однак, коли приймається Закон про рабів-втікачів, раби, що втекли, піддаються небезпеці повернення навіть з вільних штатів. Гедеон виявляє, що вона «Мойсей», тим більше, що власники рабів вимагають, щоб він відшкодував їм Гаррієт, звільнивши своїх рабів. Гедеон переслідує її до Філадельфії разом з мисливцем за рабами Біггером Лонгом, який вбиває Марі. Гаррієт втікає до Канади.
У Канаді Гаррієт наполягає на тому, що підземна залізниця повинна залишитися. Вона продовжує допомагати утікаючим рабам тікати до Канади, хоча її сестра помирає, перш ніж вона змогла її врятувати. З часом ферма Бродсеса потрапляє у фінансову розорення. Місис Бродсес обіцяє зловити Гаррієт, використовуючи дітей своєї сестри як приманку. Але команда Гаррієт витягує останніх рабів Бродсеса
В епілозі зазначається, що вона особисто звільнила понад 70 рабів на Підземній залізниці й повернулася як союзний шпигун під час громадянської війни, ведучи 150 чорношкірих солдатів, які звільнили понад 750 рабів.

## У ролях
| Актор                 | Роль                                    |
| --------------------- | --------------------------------------- |
| Синтія Еріво          | Арамінта «Мінті» Росса / Гаррієт Табмен |
| Леслі Одом-молодший   | Вільям Стілл                            |
| Джо Алвін             | Гідеон Бродесс                          |
| Кларк Пітерс          | Бен Росс, батько Гаррієт                |
| Ванесса Белл Калловей | Ріт Росс, мати Гаррієт                  |
| Вонді Кертіс-Голл     | превелебний Семюел Грін                 |
| Дженніфер Неттлс      | Еліза Бродесс, мати Гідеона             |
| Жанель Моне           | Марі Б'юкенен                           |
| Омар Дорсі            | Біггер Лонг                             |
| Тім Ґіні              | Томас Ґарретт                           |
| Закарі Момо           | Джон Табмен                             |
| Дебора Айорінде       | Рейчел Росс, сестра Гаррієт             |
| Генрі Гантер Голл     | Вальтер                                 |
| Ракім Лоус            | Джаспер Марлі                           |
| Нік Баста             | Фокс, старший фермер Бродсеса           |
| Торі Кіттлз           | Фредерік Дуглас                         |
| Вільям Л. Томас       | сенатор США Сьюард                      |

## Видавництво
Розробка нового фільму розпочалася у травні 2016 року. У лютому 2017 року Синтію Еріво зняли в ролі Табмена, а тоді Сейт Манн поставив собі режисера зі сценарію Грегорі Аллена Говарда.
Подальша розробка фільму була оголошена у вересні 2018 року, в якості нового дистриб'ютора виступили Focus Features, Касі Леммонс — режисер, а Леслі Одом-молодший, Джо Алвін, Дженніфер Коттлз та Кларк Пітерс та інші. У жовтні Джаннель Моне була оголошена однією з кількох акторів, що були нещодавно додані до фільму, зйомки розпочалися 8 жовтня 2018 року і триватимуть до грудня.
Гаррієт повністю знімалася у Вірджинії, Ричмонді, Поухатані, Камберленді, Пітерберзі та Метьюсі. Плантації Берклі в окрузі Чарльз-Сіті використовували для Оберна, Нью-Йорк.

## Випуск
10 вересня Гаррієт пройшла світову прем'єру на Міжнародному кінофестивалі в Торонто. Він був випущений у США 1 листопада 2019 року.

## Дохід

### Каса
У Сполучених Штатах та Канаді Гаррієт була випущена разом з «Термінатором: Темна доля», «Арктичні собаки» та «Без матері» Бруклін, і, за прогнозами, у виході він отримав 7–9 мільйонів доларів з 2 059 кінотеатрів. Фільм отримав 3,9 мільйона доларів у перший день, включаючи 600 000 доларів за попередній перегляд у четвер. Він продовжив трохи перевиконувати прогнози, дебютував до $ 11,7 мільйона і фінішував четвертим. Фільм отримав 7,4 мільйона доларів у свій другий вихідний, фінішував шостим, і 4,6 мільйона доларів на третьому, фінішував десятим. Станом на 15 грудня 2019 року, фільм зібрав у вітчизняному прокаті 41,7 млн доларів.

### Критика
Що стосується Rotten Tomatoes, фільм має рейтинг схвалення 74 % на основі 198 оглядів, із середнім рейтингом 6,57 / 10. В консенсусі критиків вебсайту написано: «Гаррієт служить щирою даниною ключовій фігурі історії Америки — хоч і такою, що підірвана її фрустраційно-формульним підходом». Metacritic призначив фільму середньозважений бал 66 зі 100, спираючись на 40 критиків, із зазначенням «загалом сприятливих відгуків». Аудиторія, опитана CinemaScore, давала фільму рідкісний ступінь «A +», тоді як користувачі PostTrak дали йому в середньому 4,5 з 5 зірок і 69 % «категоричну рекомендацію».
Рекс Рейд Рід, рецензуючи «Спостерігача в Нью-Йорку», писав: "Маючи достатньо терору, щоб задовольнити сучасну аудиторію, і достатньо недооціненого сюжетного руху, щоб врятувати його від звичайної біопічної траєкторії, Гаррієт заслуговує інтерес і повагу. Це все ще не той великий епос громадянської війни, який він міг би зробити, але це досить міцно для роботи, і доблесне та віддане виконання Сінтії Еріво є прекрасним досягненням". Річард Ропер подав фільму три з чотирьох зірок у своєму огляді для Chicago Sun-Times, аплодуючи «переконливій» та «потужній» грі Еріво, а також підходу Леммона до цієї історії. Він писав: "Потріскуючі кадри історичної фантастики [Табмена] затягують рятувальні місії у швидких темпах, Деякі рецензенти були менш позитивними. Ерік Кон з IndieWire дав фільму фільм «B -»

## Нагороди
| Список нагород                                  | Список нагород | Список нагород                                                     | Список нагород                                   | Список нагород |
| Премія / кінофестиваль                          | Рік            | Одержувач                                                          | Номінація                                        | Результат      |
| ----------------------------------------------- | -------------- | ------------------------------------------------------------------ | ------------------------------------------------ | -------------- |
| Фільми AARP для нагород дорослих                | 2020           | Лимони Касі                                                        | Кращий сценарист                                 | Номінація      |
| Фільми AARP для нагород дорослих                | 2020           | Гаррієт                                                            | Краща капсула часу                               | Перемога       |
| Нагороди академії                               | 2020           | Сінтія Еріво                                                       | Найкраща актриса                                 | Номінація      |
| Нагороди академії                               | 2020           | «Встань» (Джошуа Брайан Кемпбелл і Сінтія Еріво)                   | Найкраща оригінальна пісня                       | Номінація      |
| Афро-американська асоціація кінокритиків        | 2019           | Гаррієт                                                            | Топ-10 фільмів                                   | Перемога       |
| Нагороди «Чорний фільм критиків»                | 2019           | Гаррієт                                                            | Найкраща картина                                 | Номінація      |
| Нагороди «Чорний фільм критиків»                | 2019           | Лимони Касі                                                        | Найкращий режисер                                | Перемога       |
| Нагороди «Чорна котушка»                        | 2020           | Сінтія Еріво                                                       | Видатна актриса                                  | Номінація      |
| Нагороди «Чорна котушка»                        | 2020           | Дженелла Моне                                                      | Видатна акторка, що підтримує                    | Номінація      |
| Нагороди «Чорна котушка»                        | 2020           | Лимони Касі                                                        | Видатний директор                                | Номінація      |
| Нагороди «Чорна котушка»                        | 2020           | Джон Толл                                                          | Видатна кінематографія                           | Номінація      |
| Нагороди «Чорна котушка»                        | 2020           | Пол Тавелл                                                         | Видатний дизайн костюмів                         | Номінація      |
| Нагороди «Чорна котушка»                        | 2020           | Воррен Алан Янг                                                    | Видатний дизайн виробництва                      | Номінація      |
| Кастингове товариство Америки                   | 2020           | Кім Коулман, Еріка Арвольд, Енн Чапман, Меган Апостоли             | Студія чи незалежна — драма                      | Номінація      |
| Кіно для миру                                   | 2020           | Гаррієт                                                            | Найцінніший фільм 2020 року                      | Номінація      |
| Кіно для миру                                   | 2020           | Гаррієт                                                            | Премія за розширення можливостей жінки 2020      | Номінація      |
| Чиказькі нагороди незалежних кінокритиків       | 2020           | «Встань» (Джошуа Брайан Кемпбелл і Сінтія Еріво)                   | Найкраща оригінальна пісня                       | Номінація      |
| Нагороди за вибір критиків                      | 2020           | Сінтія Еріво                                                       | Найкраща актриса                                 | Номінація      |
| Нагороди за вибір критиків                      | 2020           | "Встань" (Джошуа Брайан Кемпбелл і Сінтія Еріво)                   | Найкраща пісня                                   | Номінація      |
| Нагороди Товариства кінокритиків Денвера        | 2020           | "Встань" (Джошуа Брайан Кемпбелл і Сінтія Еріво)                   | Найкраща оригінальна пісня                       | Номінація      |
| Нагороди Асоціації кінокритиків Джорджії        | 2020           | "Встань" (Джошуа Брайан Кемпбелл і Сінтія Еріво)                   | Найкраща оригінальна пісня                       | Номінація      |
| Золоті дербі                                    | 2020           | "Встань" (Джошуа Брайан Кемпбелл і Сінтія Еріво)                   | Найкраща пісня                                   | Номінація      |
| Нагороди «Золотий глобус»                       | 2020           | Сінтія Еріво                                                       | Найкраща вистава актриси в кінофільмі — драма    | Номінація      |
| Нагороди «Золотий глобус»                       | 2020           | «Встань» (Джошуа Брайан Кемпбелл і Сінтія Еріво)                   | Найкраща оригінальна пісня                       | Номінація      |
| Нагороди Товариства кінокритиків Гаваїв         | 2020           | «Встань» (Джошуа Брайан Кемпбелл і Сінтія Еріво)                   | Найкраща пісня                                   | Номінація      |
| Heartland Film Festival                         | 2019           | Гаррієт                                                            | Воістину Moving Picture Award                    | Перемога       |
| Голівудські кінопремії                          | 2019           | Сінтія Еріво                                                       | Актриса прориву                                  | Перемога       |
| Голлівудська музика в медіа-нагородах           | 2019           | Теренс Бланшард                                                    | Найкращий оригінальний показник — художній фільм | Номінація      |
| Голлівудська музика в медіа-нагородах           | 2019           | «Встань» (Джошуа Брайан Кемпбелл і Сінтія Еріво)                   | Найкраща оригінальна пісня — художній фільм      | Перемога       |
| Нагороди Товариства кінокритиків Х'юстона       | 2020           | «Встань» (Джошуа Брайан Кемпбелл і Сінтія Еріво)                   | Найкраща оригінальна пісня                       | Номінація      |
| Кінопремії Асоціації журналістів розваг Latino  | 2020           | «Stand up» (Брюс Канал, Ректор Рікі Рей та Сонні Трокмортон)       | Найкраща пісня, написана для кінофільму          | Номінація      |
| Нагороди Товариства кінокритиків Лас-Вегаса     | 2019           | «Stand up» (Брюс Канал, Ректор Рікі Рей та Сонні Трокмортон)       | Найкраща пісня                                   | Перемога       |
| Кінопремії в Лондонській критиці                | 2020           | Сінтія Еріво                                                       | Найкраща британська / ірландська актриса         | Перемога       |
| Кінофестиваль «Долина млин»                     | 2019           | Лимони Касі                                                        | Mind the Gap Award                               | Перемога       |
| Нагороди Асоціації музичної міської кінокритики | 2020           | «Stand up» (Брюс Канал, Ректор Рікі Рей та Сонні Трокмортон)       | Найкраща пісня                                   | Номінація      |
| Нагороди кінофільму                             | 2020           | Гаррієт                                                            | Найкращий фільм для зрілої аудиторії             | Номінація      |
| Нагороди кінофільму                             | 2020           | Гаррієт                                                            | Водохресна премія за надихаючі фільми            | Номінація      |
| Нагороди кінофільму                             | 2020           | Гаррієт                                                            | Премія «Віра і свобода» для фільмів              | Перемога       |
| Нагороди кінофільму                             | 2020           | Сінтія Еріво                                                       | Премія Грейс, фільми                             | Номінація      |
| NAACP Image Awards                              | 2020           | Гаррієт                                                            | Видатний кінофільм                               | Номінація      |
| NAACP Image Awards                              | 2020           | Гаррієт                                                            | Видатний ролі ансамблю в кінофільмі              | Номінація      |
| NAACP Image Awards                              | 2020           | Сінтія Еріво                                                       | Видатна актриса в кінофільмі                     | Номінація      |
| NAACP Image Awards                              | 2020           | Сінтія Еріво                                                       | Видатні показники прориву в кінофільмі           | Номінація      |
| NAACP Image Awards                              | 2020           | Леслі Одом-молодший                                                | Видатний підтримуючий актор у кінофільмі         | Номінація      |
| NAACP Image Awards                              | 2020           | Дженелла Моне                                                      | Видатна підтримка актриси в кінофільмі           | Номінація      |
| NAACP Image Awards                              | 2020           | Лимони Касі                                                        | Видатна режисура в кінофільмі (фільм)            | Номінація      |
| NAACP Image Awards                              | 2020           | Касі Леммонс та Грегорі Аллен Говард                               | Видатне написання у кінофільмі (фільм)           | Номінація      |
| NAACP Image Awards                              | 2020           | «Гаррієт (оригінальний саундтрек до кінофільму)» (Теренс Бланшард) | Видатний альбом саундтреку / компіляції          | Номінація      |
| NAACP Image Awards                              | 2020           | «Встань» (Джошуа Брайан Кемпбелл і Сінтія Еріво)                   | Видатна пісня — традиційна                       | Номінація      |
| Міжнародний кінофестиваль в Палм-Спрингс        | 2020           | Сінтія Еріво                                                       | Нагорода за прорив за ефективність               | Перемога       |
| Нагороди «Філадельфійські кінокритики»          | 2019           | Гаррієт                                                            | Премія Елейн Мей                                 | Перемога       |
| Нагороди Queerties                              | 2020           | Джейнл Мона                                                        | Найкраща вистава фільму                          | Номінація      |
| Міжнародний кінофестиваль Санта-Барбара         | 2020           | Сінтія Еріво                                                       | Віртуозна премія                                 | Перемога       |
| Супутникові нагороди                            | 2020           | Сінтія Еріво                                                       | Найкраща актриса — кінодрама                     | Номінація      |
| Супутникові нагороди                            | 2020           | Теренс Бланшард                                                    | Кращий оригінальний бал                          | Номінація      |
| Нагороди гільдії екраністів                     | 2020           | Сінтія Еріво                                                       | Видатний виступ жінки-актора у провідній ролі    | Номінація      |
| Нагороди Товариства композиторів та текстів     | 2019           | «Встань» (Джошуа Брайан Кемпбелл і Сінтія Еріво)                   | Видатна оригінальна пісня для візуальних медіа   | Перемога       |
| Нагороди Асоціації кінокритиків Сент-Луїса      | 2020           | Сінтія Еріво                                                       | Найкраща актриса                                 | Номінація      |
| Нагороди для кінокритиків жінок                 | 2019           | Сінтія Еріво                                                       | Найкраща актриса                                 | Перемога       |
| Нагороди для кінокритиків жінок                 | 2019           | Сінтія Еріво                                                       | Кращий жіночий бойовик                           | Перемога       |
| Нагороди для кінокритиків жінок                 | 2019           | Дженелла Моне                                                      | Премія невидимих жінок                           | Перемога       |
| Нагороди для кінокритиків жінок                 | 2019           | Лимони Касі                                                        | Найкращий фільм жінки                            | Перемога       |
| Нагороди для кінокритиків жінок                 | 2019           | Гаррієт                                                            | Премія Джозефін Бейкер                           | Перемога       |
| Нагороди для кінокритиків жінок                 | 2019           | Гаррієт                                                            | Премія Карен Морлі                               | Перемога       |
| Нагородження жіночої іміджевої мережі           | 2020           | Сінтія Еріво                                                       | Кращий художній фільм для акторки                | Номінація      |
| Нагородження жіночої іміджевої мережі           | 2020           | Лимони Касі                                                        | Видатний фільм, який наводить жінка              | Перемога       |